# Héctor Iglesias Villoud
Héctor Iglesias Villoud (født 31. Januar 1913 i San Nicola - død 31. august 1988 i Buenos Aires, Argentina) var en argentinsk komponist.
Villoud studerede komposition på Musikkonservatoriet i San Nicolá. Han har skrevet en symfoni, orkesterværker, kammermusik, koncertmusik, instrumentalværker, balletmusik, operaer, vokalmusik etc. Villoud var mest kendt som opera komponist.

## Udvalgte værker
- Symfoni "Uafhængighed" (1966) - for orkester
- "Argentinske Danse" (1937) - for orkester
- "Pampeans Fortryllelse" (1952) - for klaver og orkester
- "Amancay" (1937) - ballet